# Ja živim svoj san
Ja živim svoj san sedmi je studijski album hrvatske jazz i rock glazbenice Zdenke Kovačiček, kojeg 2002. godine objavljuje diskografska kuća Cantus.
Autori glazbe i tekstova na materijalu su Marko Tomasović, Nevia Korpar i Inge Pivora, dok je producent i aranžer Duško Mandić.
Album sadrži dvanaest skladbi, a od istaknutih skladbi izdvojile su se "Vrati se u moje dane", "Ja živim svoj san", "Na kraju ponosna" i skladba koja je izvedena na Zadarfestu "Možda ni ne osjećaš kraj".
2002. godine za vokalnu izvedbu na ovom albumu osvaja prestižnu hrvatsku diskografsku nagradu Porin u kategoriji za najbolji ženski vokal.

## Popis pjesama
1. "Vatrena"
2. "Vrati se u moje dane"
3. "Ja živim svoj san"
4. "Ako je ljubavi bilo"
5. "Ona koja dobiva"
6. "Nije mi žao"
7. "Previše sam te voljela"
8. "Ti nisi kao on"
9. "Na kraju ponosna"
10. "Još nosim tvoje dodire"
11. "Ponovno sretna"
12. "Možda ni ne osijećam kraj"